# Oberster Gerichts- und Kassationshof

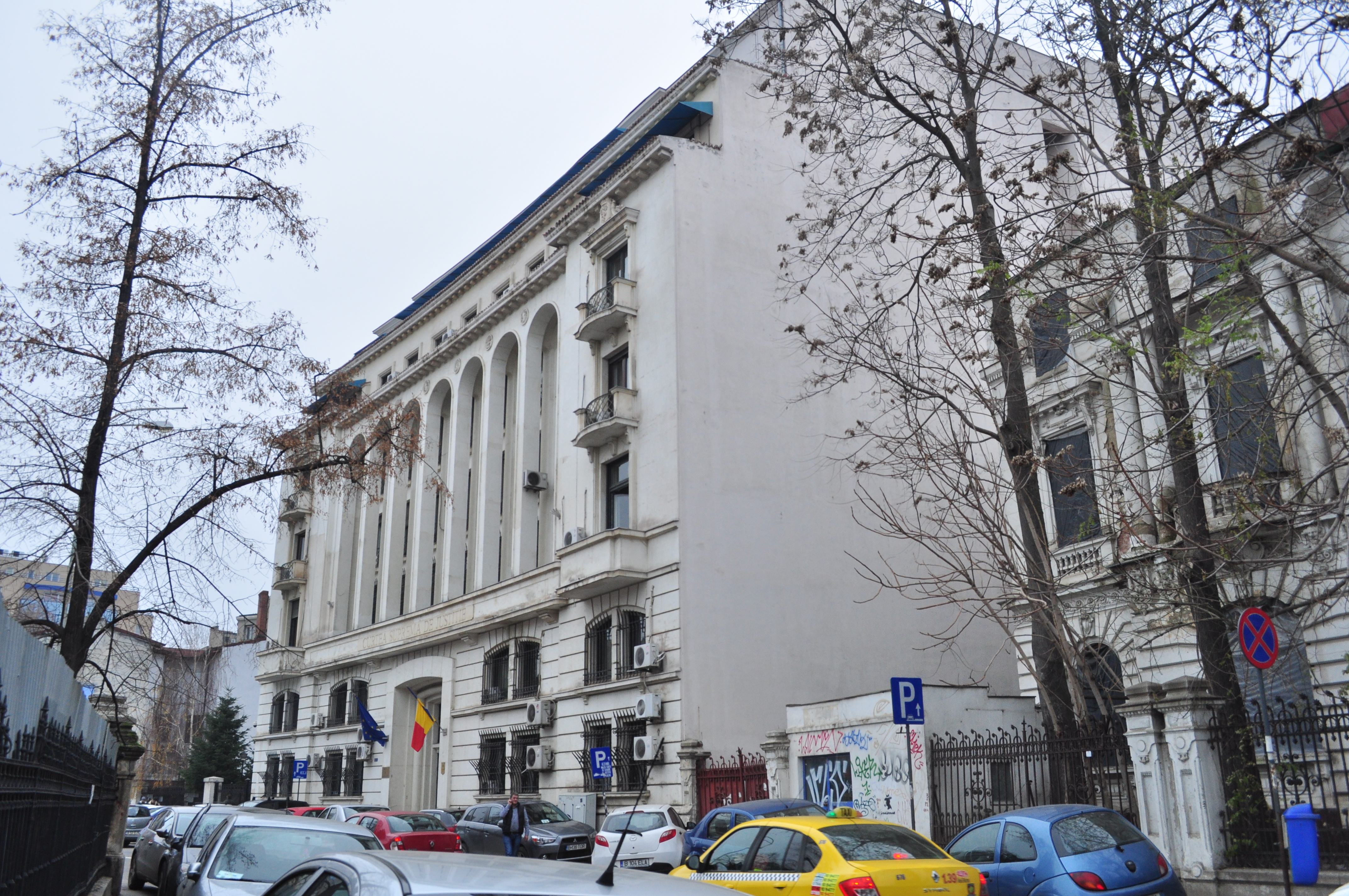
Oberster Gerichts- und Kassationshof

Der Oberste Gerichts- und Kassationshof (rumänisch Înalta Curte de Casație și Justiție) ist das höchste Gericht der ordentlichen Gerichtsbarkeit Rumäniens. Es hat seinen Sitz in der Hauptstadt Bukarest.

## Organisation
Das Gericht hat vier Kammern:
- Zivilkammer I
- Zivilkammer II
- Strafkammer
- Kammer für Verwaltungs- und Steuersachen

Außerdem sind als Spruchkörper vier fünfköpfigen Richterkollegien, die Vereinigten Kammern, das Kollegium für Rekurse im Interesse des Gesetzes und das Kollegium zur Klärung bestimmter Rechtsangelegenheiten eingerichtet.

## Verfahren
Die vier Kammern entscheiden über Revisionen der 15 rumänischen Berufungsgerichte. Außerdem ist die Strafkammer die erste Instanz bei Straftaten von hervorgehobenen Personengruppen, wie Abgeordnete, Regierungsmitglieder, Generäle, Richter am Verfassungsgerichtshof usw.

## Geschichte
In der Pariser Konvention von 1858 wurde festgelegt, dass für die Fürstentümer Walachei und Moldau ein Oberster Gerichts- und Kassationshof mit Sitz in Focșani eingerichtet werden sollte. 1861 erließ Fürst Alexandru Ioan Cuza ein entsprechendes Gesetz. 1862 nahm das Gericht in Bukarest seine Arbeit auf. Im Lauf der Jahrzehnte änderten sich mehrfach Name und Zuständigkeiten des Gerichts. Seinen heutigen Namen trägt das Gericht seit 2003.